# Meadville (Mississippi)
Pour les articles homonymes, voir Meadville.
La ville de Meadville est le siège du comté de Franklin, situé dans l'État du Mississippi, aux États-Unis. Sa population s'élevait à 448 habitants lors du recensement de 2020.